# 40 a. C.
El año 40 antes de Cristo fue un año común comenzado en jueves, viernes o sábado, o un año bisiesto comenzado en jueves o viernes (las fuentes difieren) del calendario juliano. También fue un año común comenzado en viernes del calendario juliano proléptico. En ese momento, era conocido como el año del consulado de Calvino y Pollio (o menos frecuentemente, año 714 Ab Urbe condita).

## Acontecimientos
- Pacto de Brindisi entre Marco Emilio Lépido, Marco Antonio y Octaviano para repartirse el control de las provincias de Roma tras la guerra de Perugia.
- Hispania Citerior, Sexto Peduceo; Hispania Ulterior, Lucio Cornelio Balbo.[1]
- El filósofo Atenodoro encuentra un fantasma en Atenas. Esta es una de las primeras historias de fantasmas registradas.
- Los partos conquistan Jerusalén. Hircano II es depuesto y sube al trono Antígono  bajo mandato parto. Herodes el Grande huye de Jerusalén a Roma. Allí es coronado rey de Judea por Marco Antonio.
- Se publica en China el Ji Jiu Pian, en el que aparece la primera referencia a un martillo movido por la fuerza del agua.
- Los fenicios descubren el procedimiento del vidrio soplado en caliente, que permite expandir el material y lograr todo tipo de formas.[2]

## Nacimientos
- Cleopatra Selene II y Alejandro Helios, hijos de Marco Antonio y Cleopatra VII.

## Fallecimientos
- Cayo Claudio Marcelo, excónsul de Roma.
- Fulvia, esposa de Publio Claudio Pulcher y Marco Antonio.